# Zillow
Zillow Group, Inc. oder einfach Zillow ist ein US-amerikanisches Unternehmen mit Hauptsitz in Seattle. Zillow ist der führende Online-Immobilienmarktplatz in den Vereinigten Staaten. Über die verschiedenen Webseiten von Zillow, darunter der Hauptwebsite Zillow.com, können User und Entwickler Immobilien kaufen, mieten und verkaufen. Zillow erstellt auch regelmäßig Berichte über lokale Immobilienmärkte und führt eine Datenbank, welche über 100 Millionen Immobilien in den Vereinigten Staaten enthält.

## Geschäftsmodell
Die Nutzung der Webseiten von Zillow sind für die Nutzer generell gebührenfrei. Den Großteil seiner Umsätze erzielt Zillow mit dem Schalten von Werbung auf seinen Plattformen. So können z. B. Inneneinrichter gezielt Werbung für ihre potenzielle Zielgruppe schalten. Eine weitere Einnahmequelle sind Gebühren von Immobilienentwicklern, wenn diese ihre Angebote im Netzwerk von Zillow bewerben. Durch seine Plattformen erhält Zillow zudem Daten über den Immobilienmarkt, welche weiterverkauft werden können (Data-Mining).

## Geschichte
Zillow wurde 2006 von Rich Barton und Lloyd Frink gegründet. Barton war eine Führungskraft von Microsoft und gründete auch Expedia. Die Inspiration für die Gründung von Zillow bekam Barton, als er bei Microsoft arbeitete und ihm klar wurde, dass die Immobilienbranche durch das Internet transformiert werden würde. Die Website Zillow.com ging im selben Jahr online. Am 3. April 2008 startete Zillow einen Service namens Zillow Mortgage Marketplace. Dieser Service ermöglicht es Kreditnehmern, individuelle Kreditangebote zu erhalten, ohne persönliche Informationen preiszugeben. Am 16. Dezember 2008 startete Zillow Zillow Advice, das es Menschen ermöglicht, online Fragen zu Immobilien zu stellen und Antworten von der Expertengemeinschaft der Website zu erhalten. Seit 2009 können Immobilien über Zillow vermietet werden.
Der Börsengang von Zillow erfolgte 2011 und brachte Zillow knapp 80 Millionen US-Dollar ein. Im Juli 2014 kündigte Zillow den Abschluss der Übernahme von dem Konkurrenten Trulia an. Der Preis der Übernahmen lag bei 3,5 Milliarden US-Dollar.
Im Jahr 2018 nahm die Zillow Group den Betrieb als pauschales Vermittlungsgebührennetzwerk ohne Vorabkosten namens Zillow Flex auf. Sobald ein Makler eine Immobilientransaktion mit einem Kunden abschließt, zahlt er eine Empfehlungsgebühr aus dem Treuhandkonto an Zillow. Ab April 2018 betrieb Zillow auch iBuying. Dabei macht Zillow selbst ein Angebot für das Haus eines Kunden und wenn Zillow das Haus kauft, wird dieses renoviert und weiterverkauft. 
Im Jahr 2020 erlebte der Aktienpreis von Zillow einen starken Aufschwung, da viele US-Amerikaner im Rahmen der COVID-19-Pandemie neue Immobilien erwarben.
Im Oktober 2021 zog sich Zillow nach anhaltenden Verlusten aus dem iBuying zurück. Das Unternehmen kündigte zudem an, ein Viertel seiner Belegschaft zu entlassen.

## Kennzahlen
| GJ   | Umsatz in Mio. US$ | Bilanzgewinn in Mio. US$ | Angestellte |
| ---- | ------------------ | ------------------------ | ----------- |
| 2010 | 30                 | −7                       | 252         |
| 2011 | 66                 | 0                        | 329         |
| 2012 | 117                | 6                        | 560         |
| 2013 | 198                | −12                      | 817         |
| 2014 | 326                | −44                      | 1.215       |
| 2015 | 645                | −149                     | 2.204       |
| 2016 | 847                | −220                     | 2.776       |
| 2017 | 1.077              | −94                      | 3.181       |
| 2018 | 1.334              | −120                     | 4.336       |
| 2019 | 2.743              | −307                     | 5.249       |
| 2020 | 1.624              | −162                     | 5.504       |
| 2021 | 2.132              | −528                     | 8.005       |
| 2022 | 1.958              | −101                     | 5.724       |